# Wojewódzki Szpital Specjalistyczny im. Mikołaja Kopernika w Łodzi
Wojewódzkie Wielospecjalistyczne Centrum Onkologii i Traumatologii im. Mikołaja Kopernika w Łodzi – szpital w Łodzi, położony w dzielnicy Górna. Powstał w 1968 roku.

## Historia
Początkowo funkcjonował jako Szpital Miejski, później po przyłączeniu Ośrodka Onkologicznego oraz Przychodni Specjalistycznych jako Wojewódzki Szpital Zespolony. Od 21 grudnia 1998 szpital z jednostki budżetowej Skarbu Państwa stał się publicznym zakładem opieki zdrowotnej zarządzanym przez Samorząd Województwa Łódzkiego.
Szpital posiada ok. 950 łóżek. Od 1 października 2003 roku w struktury szpitala włączony został Specjalistyczny Zespół Opieki Zdrowotnej Matki i Dziecka w Łodzi, który obecnie funkcjonuje pod nazwą Ośrodek Pediatryczny im. dr. Janusza Korczaka.
W 2002 przed szpitalem został odsłonięty pomnik Mikołaja Kopernika, którego autorką jest rzeźbiarka Jadwiga Janus.
15 maja 2009 otwarto przyszpitalne lądowisko dla śmigłowców Lotniczego Pogotowia Ratunkowego. Koszt budowy lądowiska wyniósł 1,25 mln zł. Zob. Lądowisko Łódź – Szpital Wojewódzki.
18 listopada 2019 r. w szpitalu powstał Unit Urologiczny.